# Kepler-74b
Kepler-74b es un planeta que orbita a la estrella Kepler-74. Fue descubierto por el método de tránsito astronómico en el año 2014. Este planeta fue descubierto con el telescopio Kepler y se confirmó con los espectrógrafos Sophie y HARPS-N. Originalmente anunciado en una órbita excéntrica, los reanálisis posteriores de Bonomo indicaron que la órbita era compatible con ser circular. El planeta fue anunciado por primera vez en 2012.